# 14.º Festival da Canção Infantil de Braga (álbum)
14.° Festival da Canção Infantil de Braga é uma coletânea das canções finalistas do 14° Festival da Canção Infantil realizado no Theatro Circo de Braga em 1995. Contém 10 faixas. Foi lançado pela gravadora MCF Estúdios, com a produção de Giovani Goulart e orquestração de a.C.O.F.A.
Nuno Roque, vencedor de duas edições do Festival, fez a promoção deste álbum no programa Praça da Alegria (RTP).

## Faixas
1. "Sei que estou a crescer" (Migu) - Diana Teixeira (Lisboa)
2. "A brincar" (Rosalina) - Ana Luisa
3. "Balada para um menino triste" (Jorge Leitao) - Os Caça Ruidos (Braga)
4. "Dedos muchos dedos" (Carmela Mena) - Carla Lourenzo, Lara Sanchez, Rebeca Cabalero, Olivia Fernandez (Vigo)
5. "As cores do pintainho" (João Mira / Berry Pascoal) - Ana Rita (Lisboa)
6. "Fica comigo" (Giovani Goulart) - Isabel Cabral (Braga)
7. "O pintainho amarelo" (Manuel Guimarães / Tony Lemos) - Filipa Silva (Porto)
8. "Por favor, mais amor" (David Moura Oliveira) - Lucélia Denise (Lisboa)
9. "A cantiga dos rifões" (Migu) - Tiago Michael, Carla Sofia, Marco Vidigal (Lisboa)
10. "Eu, o cao e o gato" (Manuel Guimarães / Tony Lemos) - Nuno Roque (Porto)